# Конибер, Генри
Генри Конибер (Henry Conybeare; 1823 —1884) — английский инженер и архитектор.
Получил образование в лондонском Кингс-колледже, затем принимал участие в организации английской горной школы.
С 1849 по 1852 он руководил работой по водоснабжению Бомбея. В Колабе ему поручено было воздвигнуть великолепную капеллу в память англичан, погибших в афганской кампании. В Патаре он построил церковь святого Иоанна, одно из красивейших европейских зданий в английской Индии. Вернувшись в Англию, Конибер построил несколько важных железнодорожных линий. Он был избран в члены английского института гражданских инженеров и несколько раз в нём председательствовал.
В 1878 его пригласили в Каракас, столицу Венесуэлы, где он построил несколько замечательных зданий.
С 1869 Конибер был причислен к составу профессоров королевской инженерной академии в Чатаме.